# Vietnam ai Giochi della XV Olimpiade
Il Vietnam ha partecipato ai Giochi della XV Olimpiade, svoltisi ad Helsinki dal 19 luglio al 3 agosto 1952,  
con una delegazione di 8 atleti impegnati in 5 discipline.
Fu la prima partecipazione di questo paese ai Giochi olimpici. Non furono conquistate medaglie.